# Relinda de Maaseik

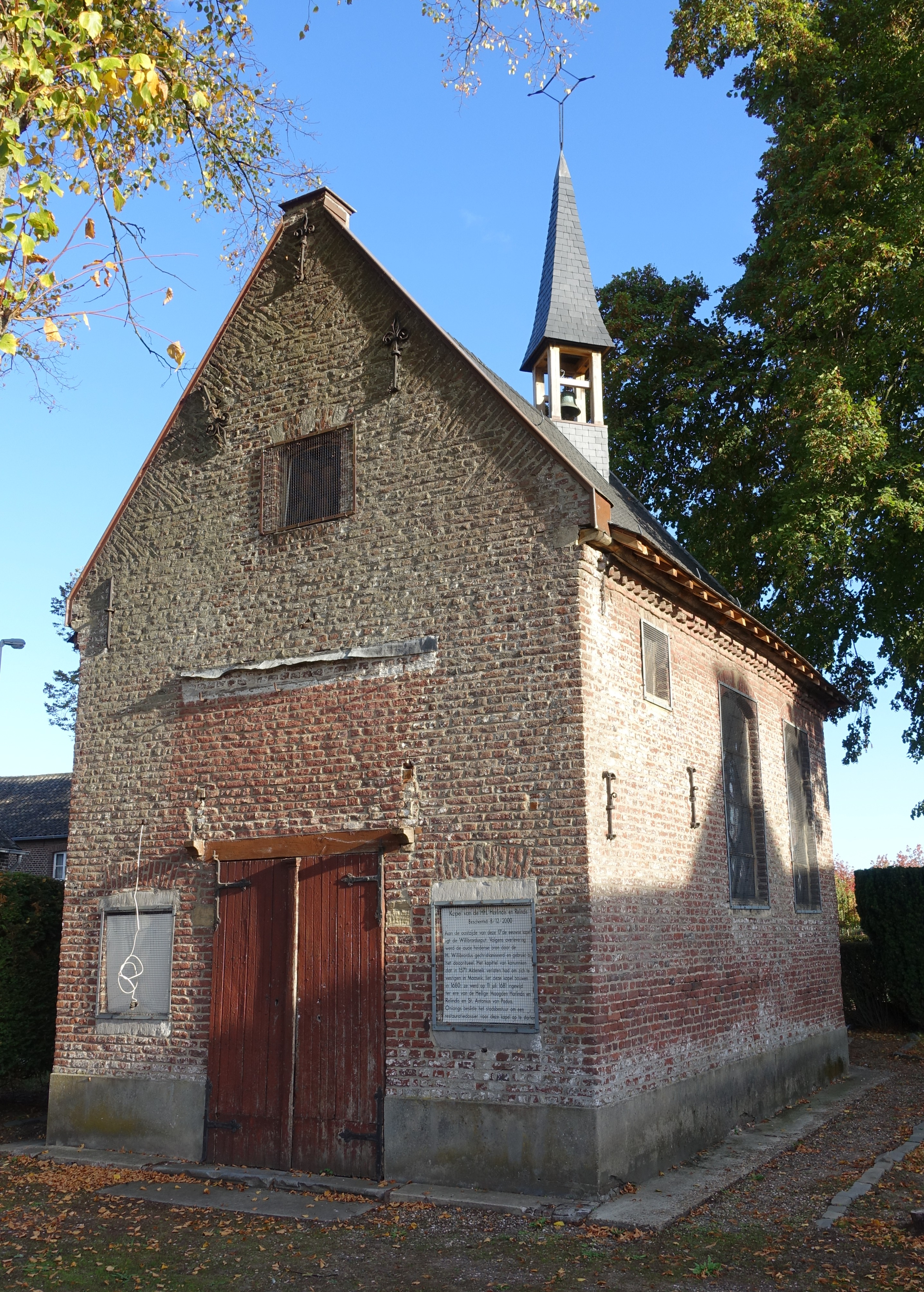
Capella a Aldeneik, dedicada a Herlinda i Relinda

Relinda (o Rènula) (morta el 750) fou una noble flamenca, monja benedictina. És venerada com a santa per diverses confessions cristianes.
Era filla del comte Adelard, que va construir un monestir benedictí a Maaseik per a les seves filles. Herlinda (després també santa) va ésser-ne abadessa fins a la seva mort, quan Relinda fou nomenada per succeir-la per Bonifaci de Fulda.
Relinda estava molt dotada per al brodat i la pintura. Les vestimentes de Santa Herlinda i Relinda, custodiades a Maaseik, son els exemples conservats més antics de brodat anglosaxó. Encara que tradicionalment s'han considerat obra d'Herlinda i Relinda, són obres més modernes, de la segona meitat del segle IX i d'origen anglosaxó.
La seva festivitat és el 6 febrer.